# Roger Waters
George Roger Waters (ur. 6 września 1943) – brytyjski progresywny muzyk i kompozytor rockowy. Gra na gitarze basowej, gitarze akustycznej, śpiewa, komponuje i pisze teksty. Najbardziej znany ze swej kariery w angielskiej grupie rockowej Pink Floyd (1965–1985).

## Życiorys

### Lata 1943–1965
Roger Waters przyszedł na świat w Great Bookham (Anglia), otrzymując imiona George Roger. Dorastał w Cambridge.
Mimo że jego ojciec, Eric Fletcher Waters, był komunistą i żarliwym pacyfistą, walczył w II wojnie światowej i w 1944 zginął podczas Operacji Shingle (znanej także pod nazwą bitwa pod Anzio) gdy Roger miał zaledwie pięć miesięcy. Było to wydarzenie, które wywarło znaczny wpływ na późniejszą twórczość Watersa: można usłyszeć w niej wiele odwołań i aluzji do tej straty, zwłaszcza na wydanym w 1983, zadedykowanym ojcu, albumie The Final Cut i w utworze „When the Tigers Broke Free”, pierwotnie zamieszczonym na filmowej wersji The Wall. Jednocześnie postać nadopiekuńczej, zaborczej matki, również wykreowana na potrzeby tego obrazu, nie miała według słów autora w zasadzie nic wspólnego z Mary Waters, nauczycielką i lewicową aktywistką.
W Cambridge Waters chodził do szkoły razem z Sydem Barrettem, podczas gdy David Gilmour uczył się po drugiej stronie drogi. Nicka Masona i Ricka Wrighta poznał podczas swych studiów architektonicznych na londyńskiej politechnice.

### Działalność w Pink Floyd (1965–1985)

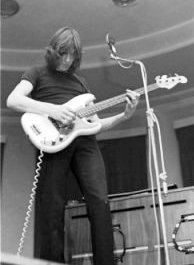
Roger Waters w 1970 roku

W 1965 razem ze swoim znajomym z czasów szkolnych, Sydem Barrettem i dwoma kolegami ze studiów, Nickiem Masonem i Rickiem Wrightem, założył zespół Pink Floyd. Mimo że to Barrett początkowo był najbardziej twórczą siłą zespołu, na debiutanckim krążku grupy, The Piper at the Gates of Dawn, znalazła się także jedna kompozycja autorstwa Watersa: „Take Up Thy Stethoscope and Walk”. Album odniósł znaczący sukces, i bardzo wywindował pozycję zespołu. Gdy pogarszające się zdrowie psychiczne dotychczasowego lidera zaczęło prowadzić do skrajnie nieprzewidywalnych zachowań, uniemożliwiając mu dalszą pracę, Waters próbował wymusić na nim poddanie się terapii psychiatrycznej. Gdy okazało się to bezskuteczne, do Pink Floyd dołączył nowy gitarzysta, znany Watersowi z czasów Cambridge David Gilmour, by ostatecznie zastąpić Barretta pod koniec 1967. Nawet dotychczasowi menedżerowie grupy byli przekonani, że nie zajdzie ona daleko bez udziału utalentowanego lidera. Waters wypełnił jednak tę lukę, i odtąd to głównie on miał decydować o kierunku artystycznych poszukiwań Pink Floyd. To właśnie ten skład, z Gilmourem i Watersem, miał doprowadzić zespół do największej świetności, w latach 70. owocując albumami, które do dziś cieszą się największym uznaniem krytyki i publiczności.
W 1970 Waters współpracował z brytyjskim kompozytorem Ronem Geesinem (który współkomponował również tytułową suitę na płycie Atom Heart Mother) przy ścieżce dźwiękowej do filmu The Body. Składała się głównie z utworów instrumentalnych, przeplatanych piosenkami autorstwa Watersa. Natomiast w zespole stał się głównym autorem tekstów, wywierając coraz większy wpływ na jego działalność: to właśnie jego pomysły stawały się bodźcem i motywem przewodnim dla tworzonych przez Pink Floyd albumów koncepcyjnych (The Dark Side of the Moon, Wish You Were Here), na użytek których napisał wszystkie teksty i część muzyki. Później Waters stał się też głównym kompozytorem grupy, w większości samodzielnie tworząc muzykę na płyty Animals i The Wall (choć nadal współpracując z Gilmourem przy liniach melodycznych, czego efektem są utwory m.in. z LP The Wall: „Comfortably Numb” czy „Run Like Hell”).
Mimo że zazwyczaj jest znany głównie z roli basisty i wokalisty, Waters grał również na elektrycznej gitarze rytmicznej (w utworach „Pigs (Three Different Ones)” i „Sheep” z płyty Animals), a także dodawał syntezatory i odgłosy tła do wcześniejszych płyt. Podczas swoich tras grywa także na gitarze akustycznej, szczególnie wykonując utwory z płyty The Final Cut.

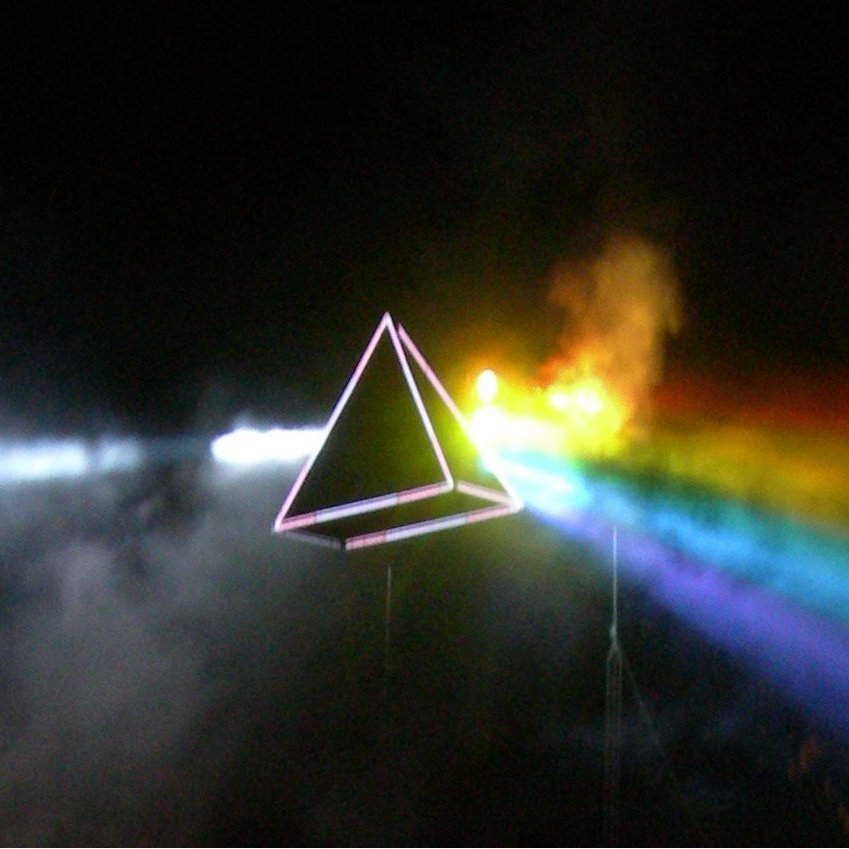
Pryzmat inspirowany okładką The Dark Side of the Moon

Koledzy z zespołu z zadowoleniem patrzyli na Watersa jako na swego autora tekstów i głównego wizjonera, tak długo jak długo mogli wspólnie pracować nad pomysłami muzycznymi (Gilmour określał go jako „bardzo dobrego motywatora i bez wątpienia świetnego autora tekstów” nawet w okresie szczytowego konfliktu między nimi, w roku 1985). Niektóre spośród najbardziej popularnych i ukochanych przez fanów utworów, jak m.in. „Echoes”, „Time”, „Us and Them” czy „Shine on You Crazy Diamond” – ukazują bardzo silną synergię zachodzącą przy połączeniu błyskotliwych tekstów Watersa, melodycznego instynktu Gilmoura, delikatnego, pełnego precyzji bębnienia Nicka Masona i klawiszowych pejzażów roztaczanych przez Wrighta. Ta krucha równowaga wpływów zaczęła się chwiać: według Watersa z powodu zespołowego znudzenia swoją działalnością. Właśnie udział w tworzeniu stał się główną kością niezgody w tym trudnym czasie; głównie Gilmour uważał, że jego wkład w wiele utworów (np. poruszająca solówka gitarowa w „Another Brick in the Wall”) był niedoceniany i pomijany. Natomiast perkusista Nick Mason, w swojej książce Pink Floyd. Moje wspomnienia, charakteryzuje Watersa z tamtych lat jako człowieka dającego się czasem ponieść swemu wybujałemu ego. To właśnie on, podczas pracy nad albumem The Wall, podjął kontrowersyjną decyzję o wyrzuceniu z zespołu Ricka Wrighta, gdy jego prywatne problemy zaczęły wpływać na produkcję albumu. Później, gdy Waters prowadził wielką trasę koncertową przedstawiając swe opus magnum niemal każdego wieczora, z Davidem Gilmourem jako dyrektorem muzycznym – Wright towarzyszył byłym kolegom w roli muzyka sesyjnego.
Ostatni efekt współpracy Watersa, Gilmoura i Masona – The Final Cut – został opublikowany w roku 1983. Tekst na okładce opisuje album jako dzieło „autorstwa Rogera Watersa w wykonaniu Pink Floyd”, tak więc w opinii części fanów należy go rozpatrywać bardziej jako płytę solową Watersa, a nie grupy. Była to najgorzej sprzedająca się płyta zespołu od dekady. Gilmour bezskutecznie próbował opóźnić produkcję, aż do czasu, gdy uda mu się skomponować na nią więcej materiału; Waters odmówił, po czym w 1985 ogłosił zakończenie działalności grupy w związku z nierozwiązywalnymi różnicami. Jego późniejsza walka z Gilmourem, który chciał nadal używać nazwy Pink Floyd, przekształciła się we wzajemne ciąganie się po sądach i publiczne obrzucanie się błotem w prasie. Argumentacja Watersa opierała się głównie na fakcie, że ponieważ zespół został założony przez niego razem z Barrettem, Masonem i Wrightem, Gilmour nie ma w zasadzie żadnych praw do należącej do tej czwórki nazwy. Uważał także, że z racji na swoje autorstwo większości materiału skomponowanego po odejściu Syda Barretta, należy mu się w tej dziedzinie pierwszeństwo. Tak czy inaczej, prawa do nazwy i większości utworów wygrali Gilmour i Mason, podczas gdy Waters zatrzymał prawa do albumów Animals, The Final Cut i The Wall (z wyłączeniem trzech utworów współtworzonych przez Gilmoura), a także rościł sobie prawa do symbolu, tzw. świń Pink Floyd.
Dla wielu słuchaczy tylko lata współpracy – definiowane najczęściej jako okres od 1971 do 1979 – zasługują na nazwę „klasycznego” Pink Floyd, ze względu na jakość publikowanych wówczas dzieł i duże znaczenie zespołu w kulturze muzycznej. Przegląd roku 1987 przeprowadzony przez magazyn Rolling Stone tymczasem wysnuł ciekawą tezę, że powstała po rozpadzie płyta solowa Watersa, Radio K.A.O.S., połączona z wydanym niemal równocześnie dziełem postwatersowskiego Pink Floyd, A Momentary Lapse of Reason, dałyby w efekcie dzieło będące godnym następcą The Dark Side of the Moon. W 2005 Waters zgodził się dołączyć do reszty grupy podczas sieci koncertów Live 8 organizowanych przez Boba Geldofa, i w efekcie 2 lipca tegoż roku cała czwórka po raz pierwszy od 24. lat (i ostatni) pojawiła się wspólnie na scenie.

### Wczesne lata solowe (1985–2005)

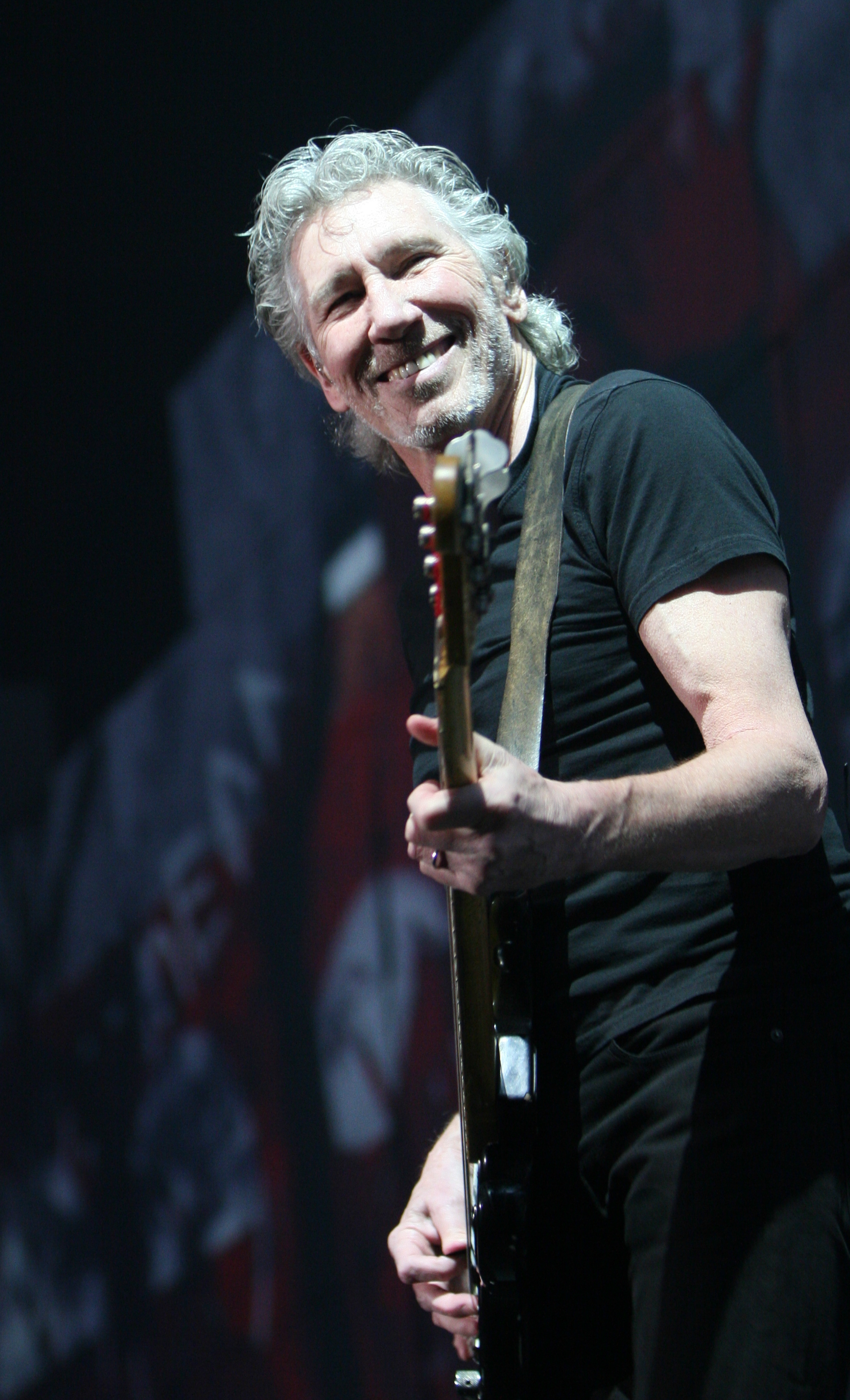
Roger Waters podczas koncertu w Barcelonie, 2011

Po odejściu z zespołu Waters rozpoczął etap kariery solowej, wydając cztery albumy koncepcyjne i ścieżkę dźwiękową do filmu, które wszakże nie osiągnęły imponujących wyników sprzedaży. Jego wysiłki zyskały sobie jednak zainteresowanie krytyki, nieustannie porównującej je z wcześniejszą twórczością z Pink Floyd.
Pierwszy prawdziwy album solowy Watersa, The Pros and Cons of Hitch Hiking dotyczył kwestii marzeń sennych. Lista artystów pomagających mu w tworzeniu tej płyty obejmowała takie sławy jak gitarzysta Eric Clapton i saksofonista jazzowy David Sanborn. Koncepcja powstała w tym samym czasie co pierwowzór albumu The Wall i została wspólnie z nim zademonstrowana pozostałym członkom zespołu. Ci jednak woleli pracować nad tym drugim ponieważ The Pros and Cons of Hitch Hiking uznali za materiał zbyt osobisty dla Watersa. Zdecydował się więc odłożyć go na album solowy, który zebrał później bardzo zróżnicowane recenzje: Kurt Loder opisał go w magazynie Rolling Stone jako płytę „dziwacznie statyczną i niewyraźnie paskudną”, przyznając mu jedną gwiazdkę na pięć możliwych, podczas gdy oceny słuchaczy wahały się między cztery a pięć. Jeszcze inny krytyk, Mike DeGagne z AllMusic chwalił album za „pomysłową symbolikę i znakomite użycie strumienia świadomości w granicach królestwa podświadomości”, oceniając go na cztery gwiazdki na pięć.
W roku 1986 Waters skomponował kilka piosenek na potrzeby soundtracku do filmu When The Wind Blows. Jego zespół towarzyszący, w skład którego wchodził m.in. Paul Carrack, występował pod szyldem The Bleeding Hearts Band.
W 1987, wciąż przy akompaniamencie członków The Bleeding Hearts Band, Waters opublikował swój kolejny album koncepcyjny – Radio K.A.O.S. – opowiadający o człowieku imieniem Billy, który potrafił słyszeć fale radiowe. Po premierze nastąpiła trasa koncertowa. Jednak płyta solowa nie zyskała sobie takiego zainteresowania, do jakiego Waters był przyzwyczajony jako członek Pink Floyd. Jedną z możliwych przyczyn tego stanu rzeczy mógł być fakt, że pozostali jego członkowie przebywali właśnie w trasie promując swą nową płytę, A Momentary Lapse of Reason. To właśnie w tym czasie Waters miał wypowiedzieć słynną kwestię „konkuruję z sobą samym i przegrywam”.
Po zburzeniu Muru Berlińskiego w 1989 Waters zaplanował zakrojony na szeroką skalę koncert mający upamiętniać koniec podziału Niemiec i Europy, który odbył się w Berlinie 21 lipca 1990 i prezentował materiał z płyty The Wall. Wydarzenie miało miejsce na Placu Poczdamskim, czyli w miejscu dawniej przeciętym przez Mur Berliński. W koncercie gościnnie brało udział wiele gwiazd (m.in. Bryan Adams, Sinead O’Connor, Van Morrison), a oglądało go ponad 300 tysięcy fanów na widowni i około 5 milionów przed odbiornikami telewizyjnymi na świecie. W czasie koncertu po kilkunastu początkowych minutach doszło do awarii zasilania części sceny; dwa utwory zostały zagrane praktycznie bez muzyki. Pół godziny po oficjalnym zakończeniu koncertu dograno na scenie bez udziału publiczności pierwsze 20 minut koncertu, które znalazło się później na płytach i DVD.
Wydane w 1992 Amused to Death jest prawdopodobnie najbardziej docenionym przez krytykę albumem solowym Watersa; niektórzy recenzenci stawiali go nawet na równi z jego wcześniejszymi dokonaniami z Pink Floyd, takimi jak chociażby The Wall. Udało mu się także wyforsować przebój – „What God Wants, Pt. 1” trafiło na czwarte miejsce listy przebojów Mainstream Rocka. Na gitarze prowadzącej grał tutaj inny znany artysta, Jeff Beck. Płyta została wznowiona w 2015 roku w wersji zremasterowanej przez Jamesa Guthrie.

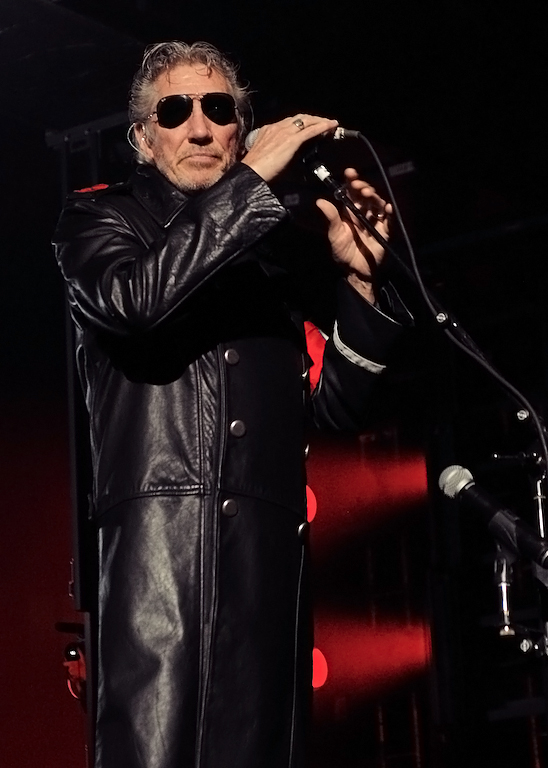
Roger Waters podczas koncertu w Ottawie, 2012

W 1999 Waters wyruszył w trasę „In the Flesh Tour”, na której prezentował swe najsłynniejsze dokonania, te z okresu Pink Floyd i solowe. Trasa odniosła wielki sukces w USA. Pamiętając o małym zainteresowaniu koncertami promującymi Radio K.A.O.S. tym razem zarezerwowano mniejsze sale, jednak z racji na olbrzymie zainteresowanie imprezy wkrótce musiały być poprzenoszone do większych lokalizacji. W sytuacji, gdy Pink Floyd Gilmoura od 1994 przebywał w stanie spoczynku, a albumy zespołu nadal sprzedawały się na bardzo wysokim poziomie, na Watersa panowało ogromne zapotrzebowanie. Plan trasy ostatecznie znacznie się poszerzył: na bilety był taki popyt, że całą trasę trzeba było rozciągnąć na trzy lata. Prawie każdy występ wyprzedał się do ostatniego miejsca. Po zakończeniu trasy jeden z koncertów, zarejestrowany w Portlandzie w stanie Oregon, został opublikowany na CD i DVD pod tytułem In the Flesh Live. Finałem występów na tej trasie Waters uczynił dwa swoje najnowsze utwory przygotowane na następny album, „Flickering Flame” i „Each Small Candle”.
W czerwcu 2002 Waters zagrał na Glastonbury Festival, prezentując m.in. wiele starych utworów Pink Floyd. Wtedy też po raz pierwszy system nagłaśniający został wzniesiony przed tamtejszą publicznością aby dostarczyć jej efektów dźwiękowych wydających się snuć się wśród tłumu.
W połowie roku 2004 wytwórnia Miramax ogłosiła, że zamierza wystawić na Broadwayu spektakl The Wall z Watersem odgrywającym w tym przedsięwzięciu ważną rolę. W sprawozdaniach można było przeczytać, że musical ten zawierał nie tylko oryginalne utwory z The Wall, ale również z The Dark Side of the Moon, Wish You Were Here i innych albumów Pink Floyd, a także nowy materiał.
Nocą 1 maja 2004, z okazji wstąpienia nowych krajów do Unii Europejskiej, w Valletcie na Malcie odbyła się sceniczna prapremiera opery Watersa Ça Ira. Oświetleniem spektaklu zajął się Gert Hof. Wydarzenie było emitowane przez wszystkie stacje telewizyjne EBU.
We wrześniu 2004 Waters udostępnił w internecie dwa swoje nowe utwory, „To Kill The Child” i „Leaving Beirut”. Oba zainspirowane zostały atakiem Stanów Zjednoczonych i Wielkiej Brytanii na Irak w 2003 roku. Mieszkający obecnie w USA Waters stwierdził, że napisał je natychmiast po rozpoczęciu działań wojennych, jednak opóźnił publikację aż do kampanii prezydenckiej z 2004 roku, chcąc w ten sposób przyczynić się do zmniejszenia szans na reelekcję George’a Busha. Tekst „Leaving Beirut” zawiera np. frazę „Oh George! Ta teksańska edukacja musiała cię nieźle pokrzywić kiedy byłeś jeszcze bardzo mały” (ang. „Oh George! That Texas education must have fucked you up when you were very small”.) Mimo że krytyka wyrażana w utworze odnosiła się głównie do polityki rządu amerykańskiego, wspomniany jest także Tony Blair: „Nie w moim imieniu, Tony, ty wielki przywódco wojenny” (ang. „Not in my name, Tony, you great war leader”.) Piosenki zostały również opublikowane w limitowanym nakładzie w Japonii.
Gdy 26 grudnia 2004 doszło do tsunami w wyniku trzęsienia ziemi pod Oceanem Indyjskim, Waters wraz z Erikiem Claptonem zagrał na zorganizowanym na rzecz ofiar koncercie charytatywnym utwór Wish You Were Here.

### Późne lata solowe (od 2005)

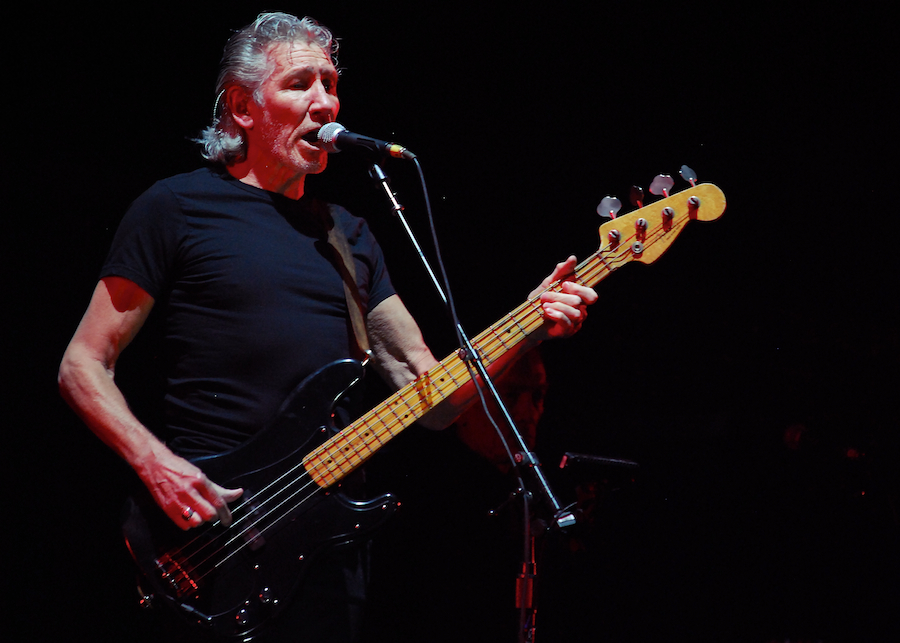
Roger Waters podczas koncertu w 2012 roku w Ottawie

Były kolega Watersa z zespołu, Nick Mason, zaczął łatać ich relacje już w 2002. Po rozmowie z nim i Bobem Geldofem na temat możliwej reaktywacji Pink Floyd na Live 8 Waters skontaktował się w tej sprawie z Gilmourem, co sugeruje, że tym samym najgorszy konflikt między artystami został zażegnany.
2 lipca 2005, podczas koncertu Live 8, wszyscy członkowie klasycznego składu zespołu po raz pierwszy od 24 lat stanęli wspólnie na scenie. Występ trwał 23 minuty, zaprezentowano utwory: „Speak to Me/Breathe”, „Money”, „Wish You Were Here” i „Comfortably Numb”. Przed wykonaniem „Wish You Were Here” Waters powiedział: To rzeczywiście bardzo wzruszające, stać tutaj z tymi trzema kolesiami, po tych wszystkich latach, stać tutaj by znowu być częścią całości. Tak czy inaczej, robimy to dla każdego, kogo nie ma tu z nami, a częściowo, oczywiście, dla Syda.
Jednak krótko po Live 8 Waters wspomniał w rozmowie z Associated Press, że chociaż wydarzenie to było dla niego pozytywnym przeżyciem, szanse na jakąkolwiek poważniejszą reaktywację są nikłe, z racji na dzielące go z Gilmourem różnice muzyczne i ideologiczne. Podczas wywiadu udzielanemu czasopismu Rolling Stone nadal zaprzeczał takiej możliwości, mówiąc: nie przeszkadza mi ustępowanie przez jeden dzień, ale nie mógłbym ustępować przez całą cholerną trasę. W późniejszym wywiadzie radiowym mówił natomiast, że nie miałby nic przeciwko nagraniu nowego albumu z resztą Pink Floyd, pod warunkiem wszakże, że to do niego należałoby tam ostatnie słowo w kwestiach artystycznych. David Gilmour jednak przy wielu okazjach wspominał, że aktualnie odpoczywa od wyczerpujących tras koncertowych, stawiając ewentualną reaktywację pod nieco większym znakiem zapytania.
W lutym 2005 na stronie internetowej Rogera Watersa znalazła się informacja, że po 16 latach pracy została w końcu ukończona jego opera, Ça Ira. Premiera płytowa miała miejsce 27 września 2005 nakładem wytwórni Sony Classical, a sceniczna 25 sierpnia 2006 w Poznaniu. Dzieło to w sferze tekstowej opowiada o najwcześniejszych, przesyconych optymizmem latach Wielkiej Rewolucji Francuskiej. Wśród wykonawców znaleźli się m.in. Bryn Terfel (baryton), Ying Huang (sopran) oraz Paul Groves (tenor). Autorem oryginalnego libretta był Étienne Roda-Gil, natomiast Waters przetłumaczył je na angielski, dodając obszerne fragmenty własnego autorstwa, a także skomponował muzykę.
20 maja 2006 Waters w towarzystwie zespołu złożonego z Rogera Taylora, Erica Claptona oraz byłego kolegi z zespołu, Nicka Masona zaśpiewał dwa klasyki Pink Floyd, „Wish You Were Here i „Comfortably Numb”.

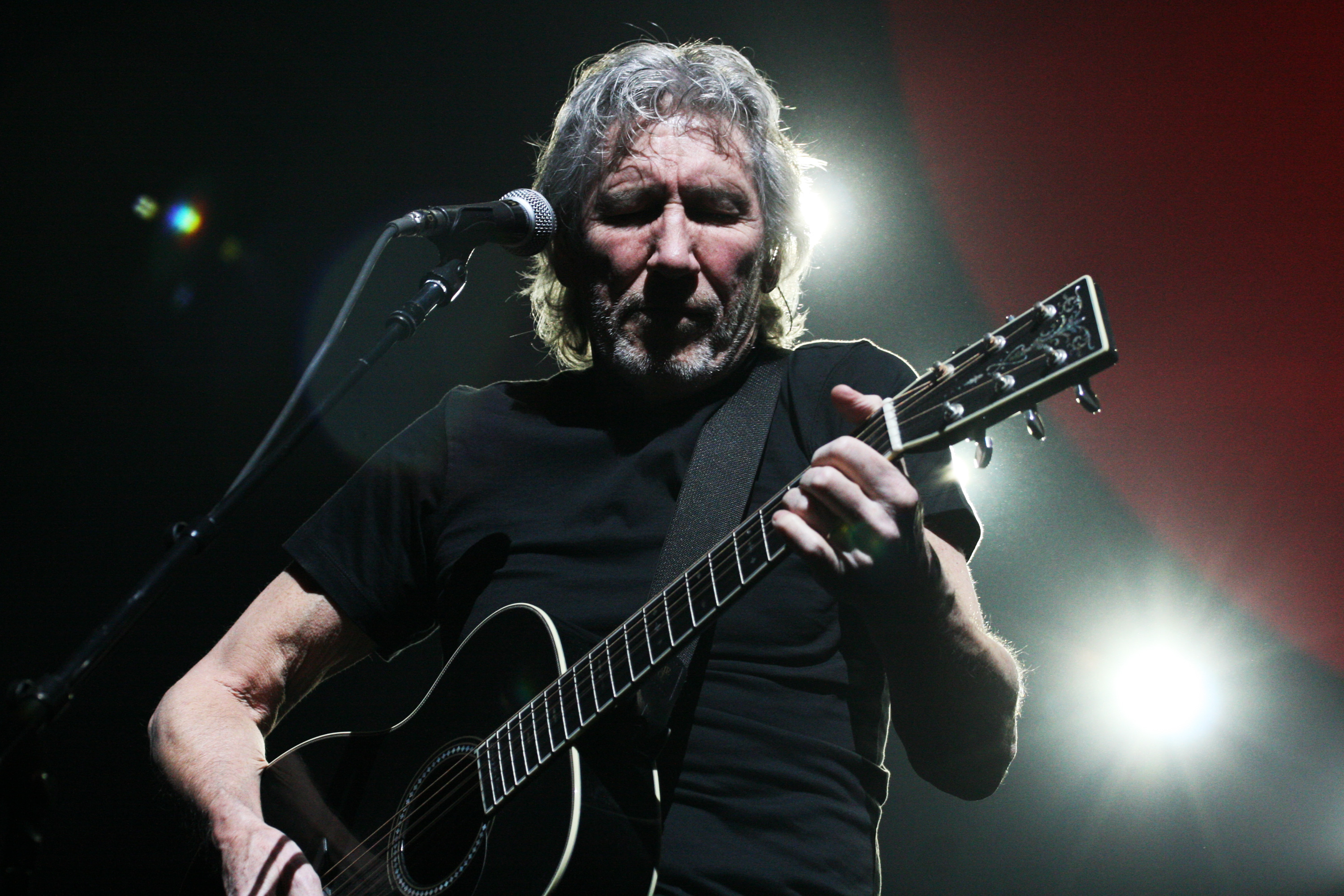
Roger Waters podczas koncertu w Telenor Arena w Oslo, 2016

Latem 2006 Waters wyruszył w kolejną trasę – The Dark Side of the Moon Live Tour po Europie i Ameryce Północnej. Koncerty podzielone były na dwie części. W drugiej połowie Waters przedstawiał pełną wersję klasycznej suity Pink Floyd, The Dark Side of the Moon, pierwsza zaś stanowiła mieszankę różnych utworów, zarówno z czasów zespołu, jak i kariery solowej. W trakcie występów użyto dopracowanych inscenizacji scenicznych autorstwa Marka Fishera oraz najnowszej klasy systemów nagłaśniających. Na niektórych koncertach do Watersa dołączył były kolega z Pink Floyd, Nick Mason. Zaproszony został także Rick Wright, jednak nie skorzystał z oferty tłumacząc się pracą nad projektami solowymi. Drugi etap trasy rozpoczyna się w styczniu 2007 w Australii, a następnie prowadząc przez Nową Zelandię, Azję, Europę i Afrykę Południową dociera z powrotem do Ameryki Północnej w czerwcu.
7 lipca 2006 r. wskutek komplikacji cukrzycowych zmarł współzałożyciel Pink Floyd – Syd Barrett. 10 maja 2007 odbył się koncert poświęcony jego pamięci, zatytułowany Madcap's Last Laugh, na którym wystąpili m.in. wszyscy żyjący członkowie grupy. Waters zagrał znany ze swego solowego repertuaru utwór „Flickering Flame”, natomiast David Gilmour, Rick Wright i Nick Mason wykonali dawną kompozycję swego byłego lidera, utwór „Arnold Layne”. Nazwa Pink Floyd nie została wymieniona podczas występu.
7 lipca 2007 Waters jako jedyny spośród członków zespołu wystąpił podczas międzynarodowej serii koncertów Live Earth mającej zwiększyć zainteresowanie globalnymi zmianami klimatu. Podczas swego występu w Nowym Jorku zagrał intro do „In the Flesh”, „Money”, „Us and Them”, „Brain Damage” i „Eclipse”. Na zakończenie pojawiło się jeszcze „Another Brick in the Wall, Part II”, wykonane wspólnie z młodzieżowym chórem Trenton, pod unoszącą się na niebie nadmuchiwaną świnią.
Waters przyznał Jimowi Ladd, swojemu współpracownikowi z czasów Radio K.A.O.S., że obecnie pracuje nad dwoma nowymi projektami: tytuł roboczy jednego z nich brzmi Heartland. Nowe utwory, które mogą pojawić się na tym albumie, zostały już opublikowane na płycie Flickering Flame: The Solo Years Vol. 1: są to „Each Small Candle” i „Flickering Flame”. Druga część tej składanki dotyczy tematu miłości, i skupia się głównie na utworach z The Pros and Cons of Hitch Hiking. Kolejny utwór, nad którym pracuje obecnie Waters, a który może pojawić się na jego najnowszej płycie, został zarejestrowany podczas prób dźwięku na trasie In The Flesh Tour i opatrzony przez autorów bootlegów tytułem „Woman”. Jednakże ostatnio w wywiadzie telefonicznym Waters przyznał, że publikacja jego nowego materiału została opóźniona ze względu na brak koncepcji na połączenie poszczególnych utworów w jedną całość.

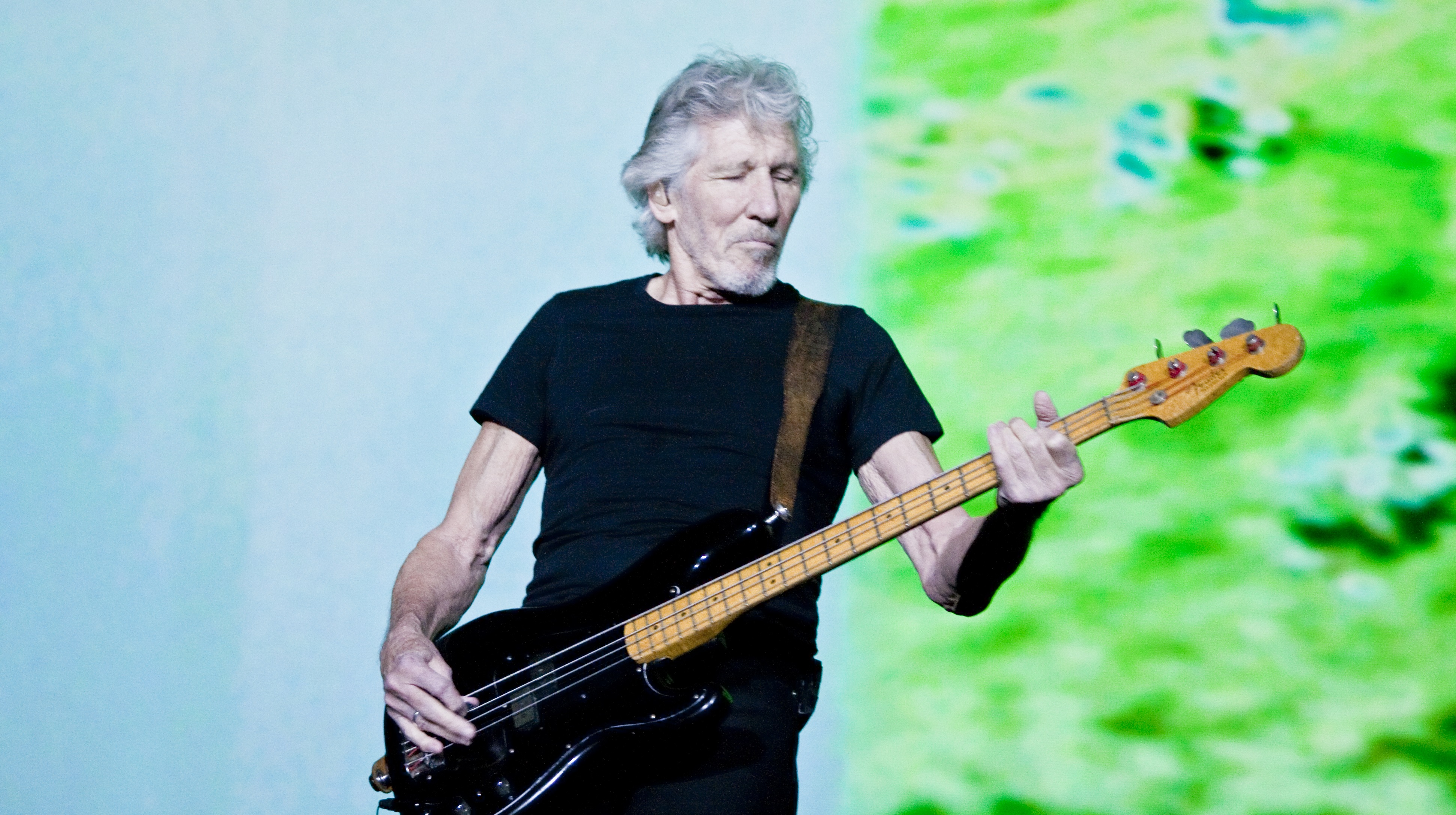
Roger Waters podczas koncertu w Estadio Nacional, Chile, 2018

W grudniu 2009 Waters zapowiedział trasę koncertową The Wall Live, na której repertuar składa się materiał z albumu The Wall. 6 kwietnia 2010 tournée potwierdził jego manager Mark Fenwick. 12 kwietnia 2010 muzyk podał datę rozpoczęcia trasy, która zaczęła się w Ameryce Północnej, a zakończyła w Europie w 2011. Podczas trasy napisał nowy utwór będący repryzą Another Brick In The Wall Pt. 2. The Ballad of Jean Charles de Menezes, jest poświęcony niewinnemu cywilowi, który został parę lat temu zastrzelony przez policjantów w londyńskim metrze przez pomyłkę. W Polsce wystąpił 18 kwietnia i 19 kwietnia 2011 roku, w łódzkiej Atlas Arenie.
Ze względu na ogromną popularność trasy, w 2012 roku Waters odwiedził z The Wall Australię, Nową Zelandię, oraz ponownie Amerykę Północną i Południową (tam rozpoczął koncerty na stadionach). Trasa zakończyła się koncertem w Quebec w Kanadzie 21 lipca 2012.
Waters, będący pod wrażeniem żywiołowej publiczności na stadionowych koncertach postanowił, że zakończy trasę na europejskich obiektach latem 2013 roku. W międzyczasie zagrał na koncercie charytatywnym poświęconym ofiarom huraganu Sandy 12 grudnia 2012 w Nowym Jorku. Setlistę otwierał In The Flesh, a także Another Brick In The Wall Pt. 2. Następnie basista zagrał kolejno The Ballad of Jean Charles de Menezes, Money, Us and Them i Comfortably Numb (z gościnnym udziałem Eddiego Veddera).
20 sierpnia 2013 Waters zagrał koncert na Stadionie Narodowym w Warszawie.
2 czerwca 2017 ukazała się najnowsza płyta artysty pt. Is This the Life We Really Want?.
Muzyk uhonorowany został także nazwaniem jego imieniem jednej z planetoid (495181) Rogerwaters. 4 listopada 2017 roku Międzynarodowa Unia Astronomiczna zatwierdziła i opublikowała nazwę, zgłoszoną przez Michała Kusiaka i Michała Żołnowskiego, będących odkrywcami obiektu.

## Poglądy
Poparł aneksję Krymu. Po rosyjskiej agresji na Ukrainę w 2022 roku oskarżył o sprowokowanie konfliktu Stany Zjednoczone i NATO, prezydenta Joego Bidena określił natomiast jako „zbrodniarza wojennego”, jednocześnie potępiając rosyjską inwazję jako „czyn gangsterski”. 5 września 2022 r. opublikował list otwarty do pierwszej damy Ukrainy, małżonki prezydenta Ukrainy Wołodymyra Zełenskiego, Ołeny Zełenskiej, w którym prezentuje poglądy bardzo bliskie oficjalnej propagandzie rosyjskiej.
Popiera Palestynę w jej walkach o niepodległość, a stosunek Izraela do Palestyny porównał do zachowań nazistów.

## Dyskografia
| - z zespołem Pink Floyd - The Piper at the Gates of Dawn (1967) - A Saucerful of Secrets (1968) - More (1969) - Ummagumma (1969) - Atom Heart Mother (1970) - Relics (1971) - Meddle (1971) - Obscured by Clouds – muzyka do filmu La Valle (1972) - The Dark Side of the Moon (1973) - Wish You Were Here (1975) - Animals (1977) - The Wall (1979) - A Collection of Great Dance Songs (1981) - The Final Cut (1983) | - albumy solowe - Music from The Body (z Ronem Geesinem) (1970) - The Pros and Cons of Hitch Hiking (1984) - When the Wind Blows (1986) - Radio K.A.O.S. (1987) - The Wall Live in Berlin (1990) - Amused to Death (1992) - In the Flesh Live (2000) – złota płyta DVD w Polsce - Flickering Flame: The Solo Years Vol. 1 (2002) - Ça Ira (2005) – platynowa płyta w Polsce - Igor Stravinsky’s The Soldier's Tale (2018) - Roger Waters The Wall (2015) - Is This the Life We Really Want? (2017) – złota płyta w Polsce - The Lockdown Sessions (2022) - The Dark Side of the Moon Redux (2023) |

## Filmografia
- „Syd Barrett’s First Trip” (1966, film dokumentalny, reżyseria: Nigel Lesmoir-Gordon)[20]
- „The Abbey Road Story” (1998, film dokumentalny, reżyseria: Scotty Meade)[21]
- „A Technicolor Dream” (2008, film dokumentalny, reżyseria: Stephen Gammond)[22]
- „Pink Floyd: Behind the Wall” (2011, film dokumentalny, reżyseria: Sonia Anderson)[23]
- „Whatever Happened to Pink Floyd? The Strange Case of Waters and Gilmour” (2011, film dokumentalny, reżyseria: Alex Westbrook)[24]
- „Chit Chat with Oysters” (2013, film dokumentalny, reżyseria: Adrian Maben)[25]
- „Pink Floyd: The Story of Wish You Were Here” (2012, film dokumentalny, reżyseria: John Edginton)[26]